# Gatovell

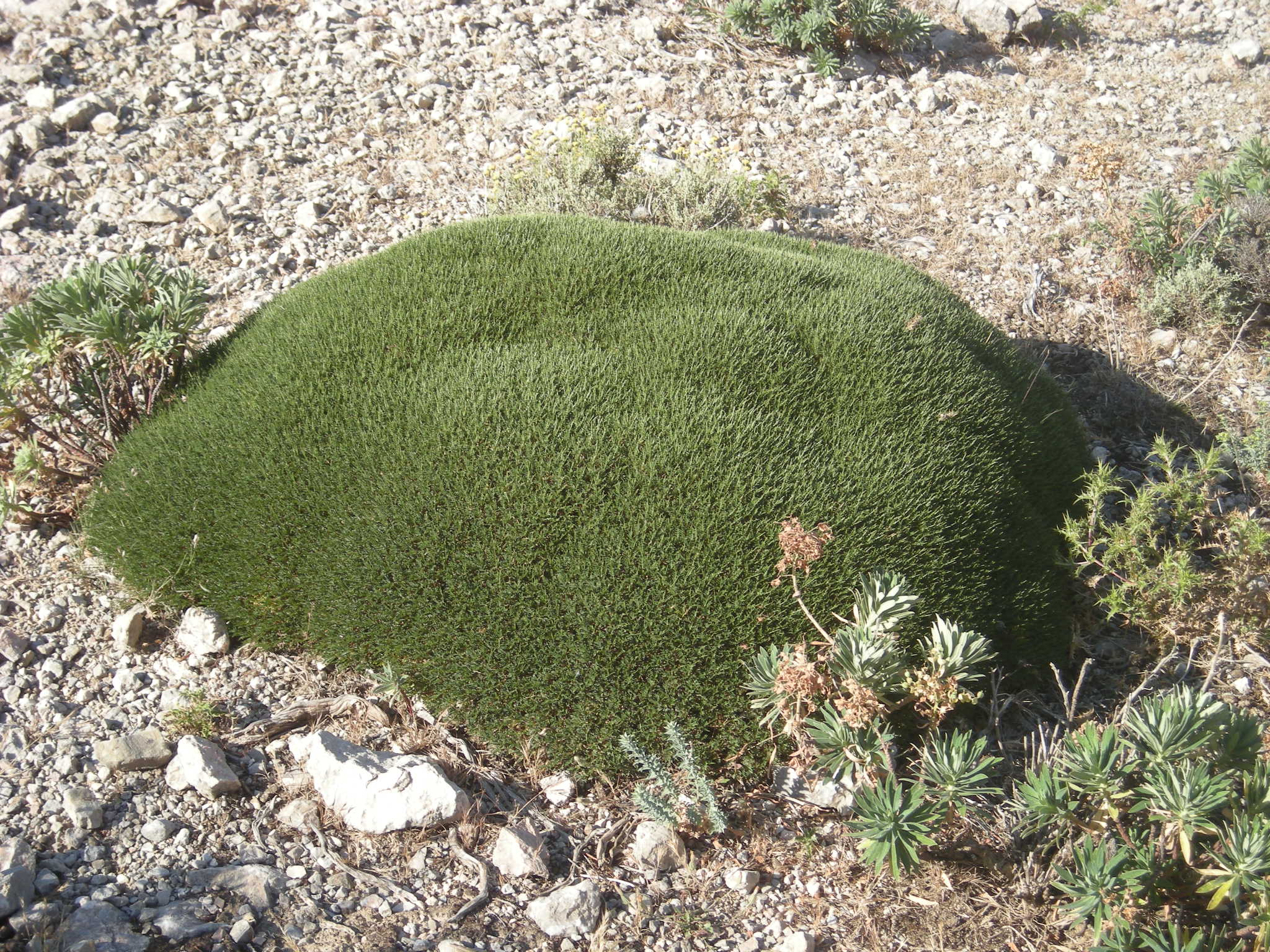
Visió lateral

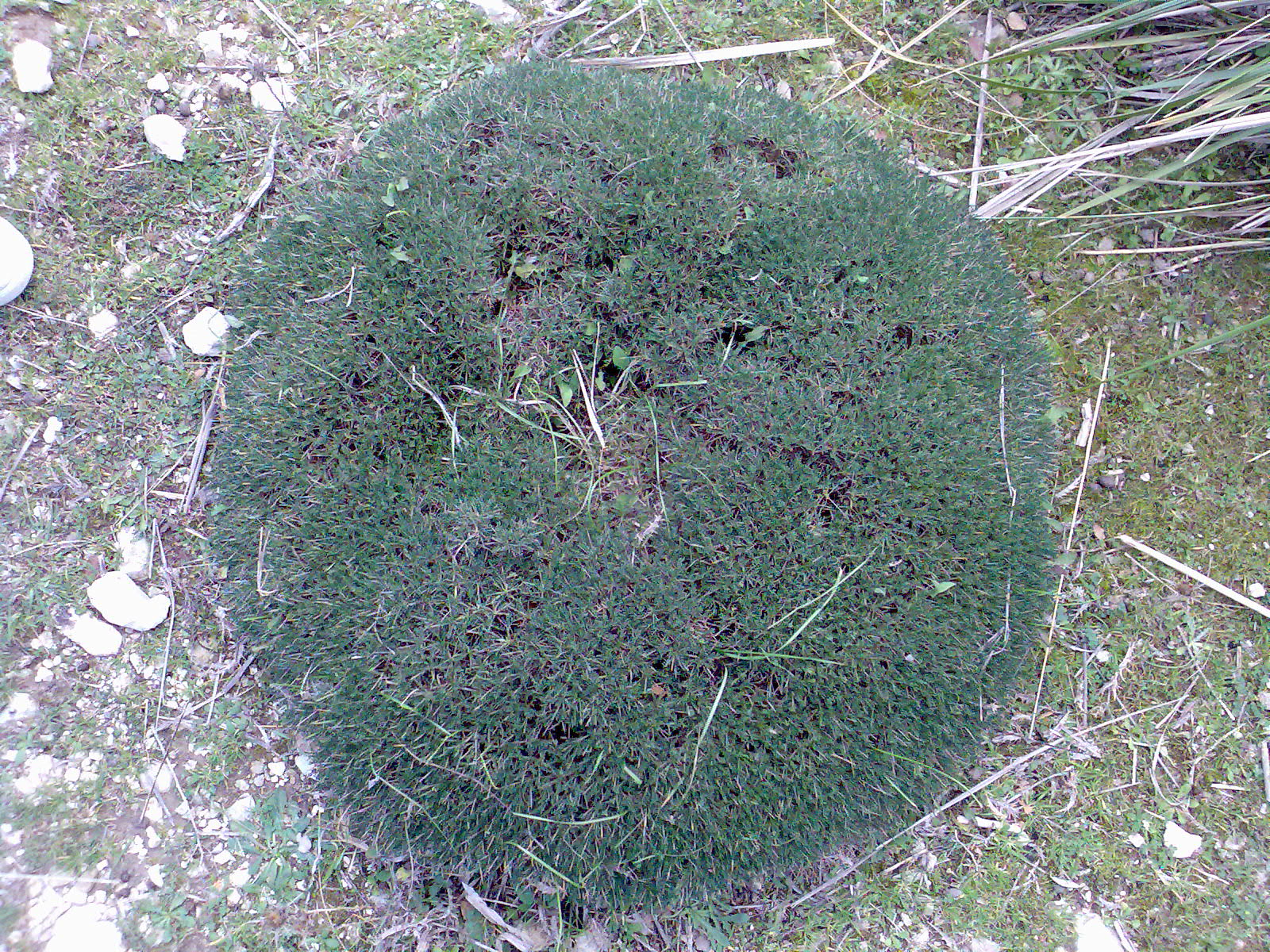
Visió superior

El coixinet de monja, eixorba-rates negre, eriçó, gatovell de monja, socarrella o socorrela (Astragalus balearicus) és una planta lleguminosa endèmica de les Illes Balears.

## Etimologia
- Astragalus: el mot prové de la paraula grega ἀστράγᾰλος (astrágalos), que posteriorment va derivar en la paraula llatina astragalus, que fa referència al nom d'una lleguminosa, que uns han suposat diverses espècies del gènere Astragalus, i uns altres al gènere Lathyrus. Segons els autors, al·ludiria a la forma subcúbica de les llavors, ja que en grec significava taba, vèrtebra del coll, osset, etc.[2]
- balearicus: epítet llatinitzat que fa referència a la distribució d'on és nadiu, les Illes Balears.

## Descripció
Camèfit subfruticós d'uns 15 cm d'altura i 30 cm de diàmetre, espinós, encoixinat,amb pèls adpresos, mig fixos, amb els braços simètrics. El raquis és parcialment pilós, rígid, persistent i acabat en espina. Els joves de l'any curts, foliosos, de color blanc ceri. Les fulles fan uns 1-3 cm, són peciolades i paripinnades, amb 3-5 parells de folíols caducs, d'el·líptics a obovats. Les estípules fan 1-4 mm i són ciliades. Les flors són pedicelades amb 2 bractèoles en la base del calze. Aquestes són molt xicotetes, i presenten un pedicel de 1,5-3 mm. El calze mesura 4-6 mm, és tubular amb pèls blancs o negres, i dents de 1-2 mm, molt més curtes que el tub. La corol·la és blanquinosa, amb l'estendard d'uns 11-12 mm, és el·líptic-romboïdal, arredonit en l'àpex, les ales de 10-11 mm, una mica més curtes que l'estendard, amb l'àpex sencer i aurícula d'1 mm a la base de la làmina i la quilla de 9,5-10 mm, amb la làmina obliquament el·líptica. Les inflorescències són raïms subassegut, amb bràctees i bractèoles, formats per 1-5 flors, el pecíol de les quals és la meitat de la longitud del raquis. El fruit és un llegum de 5-9 x 2,5 mm, és assegut, morrut, d'obliquament ovat a el·líptic en secció longitudinal, aquillat en el dors, arredonit en el ventre i en el dors, d'un color brunenc, glabre, incompletament bilocular, amb 2-5 llavors per lòcul, amb les cares convexes i sobre uns 1-1,5 mm. Les llavors mesuren 1,5-2 mm, són marrons i brillants. El seu nombre cromosòmic és 2n = 16.

## Hàbitat i distribució
Viu a llocs ventosos tant del litoral com a la muntanya, essent un component ben característic de les comunitats xeroacàntiques endèmiques de les Balears. L'espècie és endèmica de les Balears orientals però està emparentada amb altres Astragalus espinosos mediterranis. La trobem a llocs secs i assolellats en replans horitzontals amb sòl profund. Pròpia de sòls calcaris.
Es troba a l'illa de Menorca, Mallorca i Cabrera. A Mallorca és present a la Serra de Tramuntana, per la zona d'Artà i Randa.